# 처챈시 파크
처챈시 파크(Chukchansi Park)은 미국의 다목적 경기장이다. 캘리포니아주 프레즈노에 위치하고 있으며 USL 프레즈노 FC와 마이너 리그 베이스볼 트리플 A 퍼시픽 코스트 리그 프레즈노 그리즐리스의 홈 경기장이다.

## 같이 보기
- 세이브 마트 센터
- 셀랜드 아레나